# Heesbeen
Heesbeen  é uma aldeia no município neerlandês de Heusden, na província de Brabante do Norte com cerca de 120 habitantes (31 de dezembro de 2008, fonte: CBS).
A aldeia está localizada na margem esquerda do Bergse Maas entre Doeveren e Heusden. Heesbeen é cortada pela rodovia N267.
No século XVIII, Heesbeen foi uma senhoria independente. Após 1810, a aldeia fundiu-se às aldeias de Genderen e Eethen para formar o município de Heesbeen, Eethen en Genderen.
Após a conclusão das obras do Bergse Maas, em 1904, Heesbeen foi separada de Genderen e Eethen por este rio. No entanto, Heesbeen e Doeveren continuaram a fazer parte do novo município de Eethen, apesar da sua localização na outra margem do Bergse Maas. Em 1973, a aldeia foi anexada ao município de Heusden.